# Bernard Bradešek
Bernard Bradešek, slovenski častnik, * ?.

## Vojaška kategorija
- načelnik, Tehnični zavod Slovenske vojske (2002)